# Walter Reed (acteur)
Pour les articles homonymes, voir Walter Reed (homonymie) et Reed.

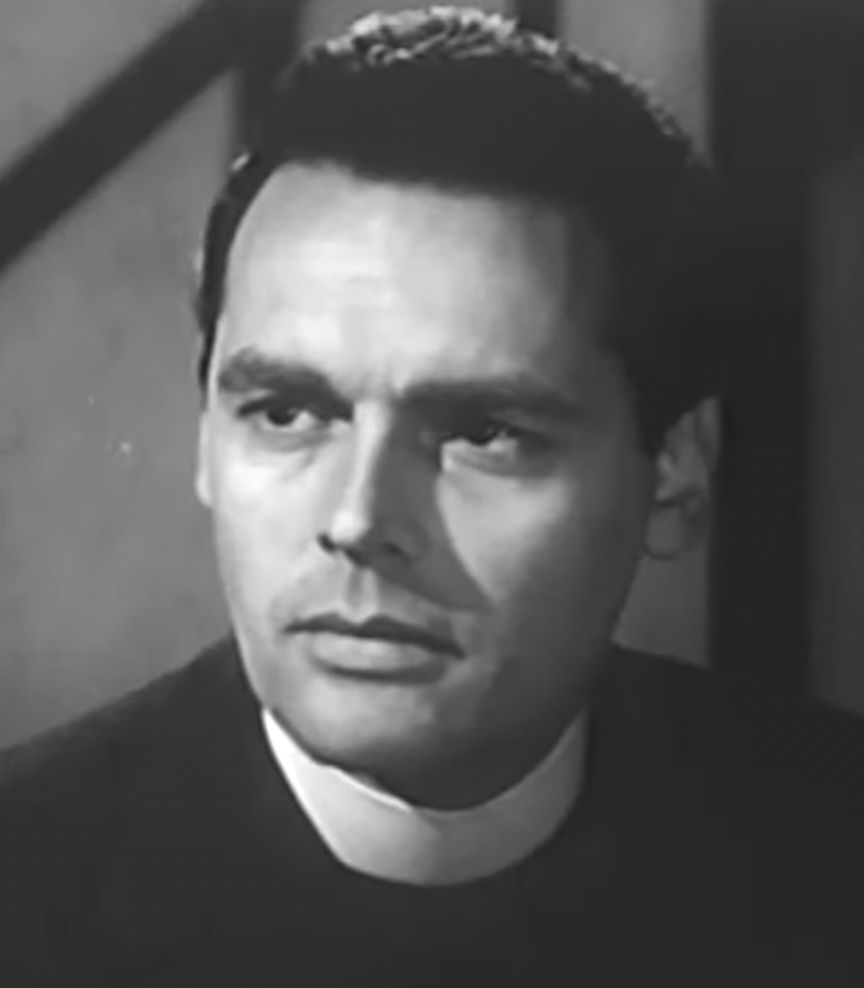
Walter Reed dans Le soleil se couche à l'aube (1950)

Walter Reed est un acteur américain né le 10 février 1916 à Bainbridge Island, dans l'État de Washington, et mort le 20 août 2001 à Santa Cruz, en Californie.

## Filmographie partielle

### Cinéma
- 1942 : Au coin de la Quarante-Quatrième rue (The Mayor of 44th Street) d'Alfred E. Green : Lou Luddy
- 1943 : Petticoat Larceny de Ben Holmes (en) : Bill Morgan
- 1943 : Bombardier de Richard Wallace : Jim Carter
- 1947 : La Chanson des ténèbres (Night Song) de John Cromwell : Jimmy
- 1948 : Far West 89 (Return of the Bad Men), de Ray Enright : Bob Dalton
- 1948 : Mystère au Mexique (Mystery in Mexico), de Robert Wise : Glenn Ames
- 1950 : Haines (The Lawless), de Joseph Losey : Jim Wilson
- 1950 : L'Aigle et le Vautour (The Eagle and the Hawk), de Lewis R. Foster : Jones
- 1950 : La Femme aux chimères (Young Man with a Horn), de Michael Curtiz : Jack Chandler
- 1950 : Le Soleil se couche à l'aube (The Sun Sets at Dawn), de Paul Sloane : l'aumônier
- 1951 : Superman et les Nains de l'enfer (Superman and the Mole Men), de Lee Sholem : Bill Corrigan
- 1951 : The Racket de John Cromwell
- 1951 : Tout ou rien (Go for Broke!) de Robert Pirosh : Captain
- 1952 : Le Trésor des Caraïbes (Caribbean), d'Edward Ludwig : Evans
- 1952 : Le Traître du Texas (Horizons West), de Budd Boetticher : Layton
- 1953 : Le Déserteur de Fort Alamo (The Man from the Alamo), de Budd Boetticher : Billings
- 1953 : La Loi du scalp (War Paint) de Lesley Selander
- 1953 : Those Redheads from Seattle, de Lewis R. Foster : Whitey Marks
- 1955 : Horizons lointains (The Far Horizons), de Rudolph Maté : Cruzatte
- 1955 : Les Îles de l'enfer (Hell's Island), de Phil Karlson : Lawrence
- 1956 : Sept hommes à abattre (Seven Men from Now), de Budd Boetticher : John Greer
- 1958 : How to Make a Monster, de Herbert L. Strock : le détective Thompson
- 1964 : Rivalités (Where Love Has Gone), d'Edward Dmytryk : George Babson
- 1965 : Convict Stage de Lesley Selander : Sam Gill
- 1970 : Tora ! Tora ! Tora !, de Richard Fleischer, Kinji Fukasaku et Toshio Masuda : Vice-Amiral William S. Pye